# Новое Жуково (Ивановская область)
Новое Жуково — посёлок в Юрьевецком районе Ивановской области. Входит в муниципальное образование Соболевское сельское поселение.

## История
В 1981 году Указом Президиума Верховного Совета РСФСР посёлок Юрьевецкого льнозавода переименован в Новое Жуково.

## География
Расположен посёлок на северо-востоке Ивановской области, в лесной местности.

## Население
| 2002 | 2010 |
| ---- | ---- |
| 101  | ↘82  |

## Инфраструктура
Действовал Юрьевецкий льнозавод.

## Транспорт
Просёлочные дороги. 